# Polycarpaea glabrifolia
Polycarpaea glabrifolia är en nejlikväxtart som beskrevs av Dc. Polycarpaea glabrifolia ingår i släktet Polycarpaea och familjen nejlikväxter. Inga underarter finns listade i Catalogue of Life.